# Línea N505 (Interurbanos Madrid)
La línea N505 de la red de autobuses interurbanos de Madrid une el intercambiador de Príncipe Pío (Madrid) con Navalcarnero y El Álamo.

## Características
La línea se inauguró el 20 de diciembre del 2019, tras la aprobación del Consorcio Regional de Transportes de Madrid de abastecer con líneas nocturnas todos los días a los municipios con más de 10.000 habitantes.
Esta línea nocturna une en una hora la capital con Navalcarnero y El Álamo. Las noches de viernes, sábados y vísperas de festivo, algunas expediciones continúan a Sevilla la Nueva desde Navalcarnero.
La línea mantiene los mismos horarios todo el año (exceptuando las vísperas de festivo y festivos de Navidad).
Está operada por Arriva Madrid mediante la concesión administrativa VCM-501 - Madrid – Batres (Viajeros Comunidad de Madrid) del Consorcio Regional de Transportes de Madrid.
1. ↑  Madrid, Comunidad de (31 de enero de 2020). «Culminamos la ampliación de la red de líneas nocturnas de autobuses interurbanos». Comunidad de Madrid. Consultado el 24 de noviembre de 2024.

## Horarios
| Noches de domingo a jueves y festivos | Noches de domingo a jueves y festivos | Noches de viernes, sábados y vísperas de festivo | Noches de viernes, sábados y vísperas de festivo |
| Madrid > El Álamo                     | El Álamo > Madrid                     | Madrid > El Álamo                                | El Álamo > Madrid                                |
| 00:00                                 | 23:30                                 | 00:00                                            | 23:30                                            |
| 01:00                                 | 01:30                                 | 01:00                                            | 00:45                                            |
| 03:00                                 | 03:30                                 | 02:00                                            | 01:30                                            |
| 05:00                                 |                                       | 03:00                                            | 03:30                                            |
|                                       |                                       | 05:00                                            | 04:30                                            |
| 06:00                                 |                                       |                                                  |                                                  |

1. ↑  Sale desde Navalcarnero (calle San Roque).
2. 1 2  Continúa a Sevilla la Nueva, SIN PASO por El Álamo.
3. ↑  Sale desde Sevilla la Nueva, SIN PASO por El Álamo. Pasa 5 minutos después por la calle San Roque de Navalcarnero.

## Recorrido y paradas
NOTA: Debido a las obras de soterramiento de la autovía A-5, las paradas sombreadas en rojo quedan fuera de servicio, desde el 15 de enero de 2025 hasta fin de obras.

### Sentido Navalcarnero - El Álamo
| Código                                                                             | Parada                                         | Común con                         | Conexiones con Metro y Cercanías | Municipio        | Zona |
| ---------------------------------------------------------------------------------- | ---------------------------------------------- | --------------------------------- | -------------------------------- | ---------------- | ---- |
| 607                                                                                | Virgen del Puerto - Campo del Moro             | N504 N808                         | Príncipe Pío                     | Madrid           |      |
| 881                                                                                | Paseo de Extremadura-El Greco                  | N19 N501 N502 N503 N504           |                                  | Madrid           |      |
| 892                                                                                | Campamento                                     | N19 N501 N502 N503 N504 N808 N905 | Campamento                       | Madrid           |      |
| 50051                                                                              | P.º Extremadura - Cuatro Vientos               | N501 N502 N503 N504 N808          | Cuatro Vientos                   | Madrid           |      |
| 8376                                                                               | Ctra. A-5 - Museo del Aire y del Espacio       | N501 N502 N503 N504               |                                  | Madrid           |      |
| 08987                                                                              | Av. Portugal - Severo Ochoa                    | N501                              |                                  | Móstoles         |      |
| 17099                                                                              | Av. Portugal - Est. Móstoles Central           | N501                              | Móstoles Central                 | Móstoles         |      |
| 08622                                                                              | Av. Portugal - Parque Finca Liana              |                                   |                                  | Móstoles         |      |
| 16540                                                                              | Av. Portugal - Benito Pérez Galdós             |                                   |                                  | Móstoles         |      |
| 08988                                                                              | Av. Portugal - Av. Dos de Mayo                 |                                   |                                  | Móstoles         |      |
| 19082                                                                              | Av. Portugal - Río Jalón                       |                                   |                                  | Móstoles         |      |
| 12336                                                                              | Av. Portugal - Restaurante                     |                                   |                                  | Móstoles         |      |
| 08974                                                                              | Av. Portugal - Pol. Ind. Las Monjas            |                                   |                                  | Móstoles         |      |
| 08976                                                                              | Av. Portugal - Concesionario                   |                                   |                                  | Móstoles         |      |
| 08640                                                                              | Av. Sauces - P.º de Mostoles                   |                                   |                                  | Móstoles         |      |
| 08641                                                                              | Mimosas - Av. Los Sauces                       |                                   |                                  | Móstoles         |      |
| 20358                                                                              | Av. Rosales - Tamarindo                        |                                   |                                  | Móstoles         |      |
| 15653                                                                              | Av. Rosales - Pza. Adelfas                     |                                   |                                  | Móstoles         |      |
| 16804                                                                              | Av. Rosales - Fresnos                          |                                   |                                  | Móstoles         |      |
| 16805                                                                              | Av. Rosales - Arces                            |                                   |                                  | Móstoles         |      |
| 16806                                                                              | Av. Rosales - Pza. Coníferas                   |                                   |                                  | Móstoles         |      |
| 20767                                                                              | Enlace A-5 - C. Penitenciario                  |                                   |                                  | Móstoles         |      |
| 20768                                                                              | Av. Arroyo Juncal - Pino Silvestre             |                                   |                                  | Navalcarnero     |      |
| 20770                                                                              | Av. Arroyo Juncal - Av. Pinar                  |                                   |                                  | Navalcarnero     |      |
| 20772                                                                              | Labrador - Betsaida                            |                                   |                                  | Navalcarnero     |      |
| 20774                                                                              | Labrador - Cafarnaún                           |                                   |                                  | Navalcarnero     |      |
| 18190                                                                              | Víctimas del Terrorismo - Residencia           |                                   |                                  | Navalcarnero     |      |
| 18188                                                                              | C.º Arroyo La Dehesa - Dehesa de Mari Martín   |                                   |                                  | Navalcarnero     |      |
| 16796                                                                              | P.º Alparrache - Camino Bastos                 |                                   |                                  | Navalcarnero     |      |
| 11683                                                                              | Ronda de San Juan - Río Tajo                   |                                   |                                  | Navalcarnero     |      |
| 08965                                                                              | Ronda de San Juan - P.º de la Estación         |                                   |                                  | Navalcarnero     |      |
| 08964                                                                              | Buenavista - Pijorro                           |                                   |                                  | Navalcarnero     |      |
| 08958                                                                              | Av. Castilla - Parque San Sebastián            |                                   |                                  | Navalcarnero     |      |
| 11551                                                                              | Ctra. Navacerrada - Urb. Los Manzanos          |                                   |                                  | Navalcarnero     |      |
| 20965                                                                              | Av. D.ª Mariana Austria - Antonio Celedonio    |                                   |                                  | Navalcarnero     |      |
| 17596                                                                              | Av. D.ª Mariana Austria - Piscina              |                                   |                                  | Navalcarnero     |      |
| 17599                                                                              | Av. D.ª Mariana Austria - Alcázar de Segovia   |                                   |                                  | Navalcarnero     |      |
| Las expediciones que continúan a El Álamo realizan las siguientes paradas:         |                                                |                                   |                                  |                  |      |
| 08962                                                                              | Ctra. M-404 - Las Granjas                      |                                   |                                  | El Álamo         |      |
| 09708                                                                              | Mártires - Residencia 3.ª Edad                 |                                   |                                  | El Álamo         |      |
| 07392                                                                              | Mártires - Espino                              |                                   |                                  | El Álamo         |      |
| 15344                                                                              | Av. Madrid - Caño Viejo                        |                                   |                                  | El Álamo         |      |
| 15341                                                                              | P.º del Olivar - Río Eresma                    |                                   |                                  | El Álamo         |      |
| 15342                                                                              | Vía Crucis - Eras Bajas                        |                                   |                                  | El Álamo         |      |
| 15343                                                                              | Curato - Escuelas                              |                                   |                                  | El Álamo         |      |
| Las expediciones que continúan a Sevilla la Nueva realizan las siguientes paradas: |                                                |                                   |                                  |                  |      |
| 11451                                                                              | San Roque - Galileo                            |                                   |                                  | Navalcarnero     |      |
| 17600                                                                              | Av. D.ª Mariana Austria - Fernando el Alfafero |                                   |                                  | Navalcarnero     |      |
| 17605                                                                              | Av. D.ª Mariana Austria - Piscina              |                                   |                                  | Navalcarnero     |      |
| 17597                                                                              | Av. D.ª Mariana Austria - Felipe II            |                                   |                                  | Navalcarnero     |      |
| 20938                                                                              | Av. Castilla - Campo Fútbol                    |                                   |                                  | Navalcarnero     |      |
| 08957                                                                              | Cuesta del Águila - Jacinto González           |                                   |                                  | Navalcarnero     |      |
| 08963                                                                              | Buenavista - Ayuntamiento                      |                                   |                                  | Navalcarnero     |      |
| 11840                                                                              | Buenavista - Ronda San Juan                    |                                   |                                  | Navalcarnero     |      |
| 18437                                                                              | Arcángel Gabriel - Av. Ermita San Juan         |                                   |                                  | Navalcarnero     |      |
| 20194                                                                              | Av. Mari Martín - Arcángel Gabriel             |                                   |                                  | Navalcarnero     |      |
| 11841                                                                              | Ctra. M-600 - Cementerio                       |                                   |                                  | Navalcarnero     |      |
| 09841                                                                              | Ctra. M-523 - Urb. El Hórreo                   |                                   |                                  | Sevilla la Nueva |      |
| 09843                                                                              | General Asensio - Quevedo                      |                                   |                                  | Sevilla la Nueva |      |

### Sentido Madrid (Príncipe Pío)
| Código                                                                             | Parada                                         | Común con                    | Conexiones con Metro y Cercanías | Municipio        | Zona |
| ---------------------------------------------------------------------------------- | ---------------------------------------------- | ---------------------------- | -------------------------------- | ---------------- | ---- |
| Las expediciones que salen desde Sevilla la Nueva realizan las siguientes paradas: |                                                |                              |                                  |                  |      |
| 09842                                                                              | General Asensio - Almendros                    |                              |                                  | Sevilla la Nueva |      |
| 09841                                                                              | Ctra. M-523 - Urb. El Hórreo                   |                              |                                  | Sevilla la Nueva |      |
| 11842                                                                              | Ctra. M-600 - Cementerio                       |                              |                                  | Navalcarnero     |      |
| 21339                                                                              | Arcángel Gabriel - Av. Mari Martín             |                              |                                  | Navalcarnero     |      |
| 18438                                                                              | Arcángel Gabriel - Av. Ermita San Juan         |                              |                                  | Navalcarnero     |      |
| 08967                                                                              | Buenavista - Canto Pelín                       |                              |                                  | Navalcarnero     |      |
| 08964                                                                              | Buenavista - Pijorro                           |                              |                                  | Navalcarnero     |      |
| 08958                                                                              | Av. Castilla - Parque San Sebastián            |                              |                                  | Navalcarnero     |      |
| 11551                                                                              | Ctra. Navacerrada - Urb. Los Manzanos          |                              |                                  | Navalcarnero     |      |
| 20965                                                                              | Av. D.ª Mariana Austria - Antonio Celedonio    |                              |                                  | Navalcarnero     |      |
| 17596                                                                              | Av. D.ª Mariana Austria - Piscina              |                              |                                  | Navalcarnero     |      |
| 17599                                                                              | Av. D.ª Mariana Austria - Alcázar de Segovia   |                              |                                  | Navalcarnero     |      |
| Las expediciones que salen desde El Álamo realizan las siguientes paradas:         |                                                |                              |                                  |                  |      |
| 15335                                                                              | Curato - Pza. La Báscula                       |                              |                                  | El Álamo         |      |
| 15336                                                                              | Vía Crucis - Plaza de Toros                    |                              |                                  | El Álamo         |      |
| 15337                                                                              | P.º del Olivar - Río Genil                     |                              |                                  | El Álamo         |      |
| 15340                                                                              | Av. Madrid - Soledad                           |                              |                                  | El Álamo         |      |
| 07391                                                                              | Mártires - Los Pocillos                        |                              |                                  | El Álamo         |      |
| 09709                                                                              | Mártires - Residencia 3.ª Edad                 |                              |                                  | El Álamo         |      |
| 08961                                                                              | Ctra. M-404 - Las Granjas                      |                              |                                  | El Álamo         |      |
| Paradas del itinerario común                                                       |                                                |                              |                                  |                  |      |
| 11451                                                                              | San Roque - Galileo                            |                              |                                  | Navalcarnero     |      |
| 17600                                                                              | Av. D.ª Mariana Austria - Fernando el Alfafero |                              |                                  | Navalcarnero     |      |
| 17605                                                                              | Av. D.ª Mariana Austria - Piscina              |                              |                                  | Navalcarnero     |      |
| 17597                                                                              | Av. D.ª Mariana Austria - Felipe II            |                              |                                  | Navalcarnero     |      |
| 20938                                                                              | Av. Castilla - Campo Fútbol                    |                              |                                  | Navalcarnero     |      |
| 08957                                                                              | Cuesta del Águila - Jacinto González           |                              |                                  | Navalcarnero     |      |
| 08963                                                                              | Buenavista - Ayuntamiento                      |                              |                                  | Navalcarnero     |      |
| 08966                                                                              | Ronda de San Juan - Buenavista                 |                              |                                  | Navalcarnero     |      |
| 11684                                                                              | Ronda de San Juan - Río Tajo                   |                              |                                  | Navalcarnero     |      |
| 16795                                                                              | P.º Alparrache - Ronda San Juan                |                              |                                  | Navalcarnero     |      |
| 18187                                                                              | C.º Arroyo La Dehesa - P.º Alparrache          |                              |                                  | Navalcarnero     |      |
| 18189                                                                              | Víctimas del Terrorismo - Colegio              |                              |                                  | Navalcarnero     |      |
| 20775                                                                              | Labrador - Cafarnaún                           |                              |                                  | Navalcarnero     |      |
| 20773                                                                              | Labrador - Betsaida                            |                              |                                  | Navalcarnero     |      |
| 20771                                                                              | Av. Arroyo Juncal - Av. Pinar                  |                              |                                  | Navalcarnero     |      |
| 20769                                                                              | Av. Arroyo Juncal - Pino Silvestre             |                              |                                  | Navalcarnero     |      |
| 20767                                                                              | Enlace A5 - C. Penitenciario                   |                              |                                  | Móstoles         |      |
| 16187                                                                              | Av. Rosales - P.º Olivos                       |                              |                                  | Móstoles         |      |
| 16188                                                                              | Av. Rosales - Arces                            |                              |                                  | Móstoles         |      |
| 08646                                                                              | Av. Rosales - Laurel                           |                              |                                  | Móstoles         |      |
| 20357                                                                              | Av. Rosales - Pza. Adelfas                     |                              |                                  | Móstoles         |      |
| 20359                                                                              | Av. Rosales - Mimosas                          |                              |                                  | Móstoles         |      |
| 09713                                                                              | Av. Sauces - P.º de Los Cedros                 |                              |                                  | Móstoles         |      |
| 09718                                                                              | Av. Sauces - P.º de Los Olivos                 |                              |                                  | Móstoles         |      |
| 08977                                                                              | Av. Portugal - Concesionario                   |                              |                                  | Móstoles         |      |
| 08975                                                                              | Av. Portugal - Pol. Ind. Las Monjas            |                              |                                  | Móstoles         |      |
| 12337                                                                              | Av. Portugal - Restaurante                     |                              |                                  | Móstoles         |      |
| 19083                                                                              | Av. Portugal - Río Jalón                       |                              |                                  | Móstoles         |      |
| 18532                                                                              | Av. Portugal - Rio Duero                       |                              |                                  | Móstoles         |      |
| 16539                                                                              | Av. Portugal - Orense                          |                              |                                  | Móstoles         |      |
| 08606                                                                              | Av. Portugal - Juan de Ocaña                   | N501                         |                                  | Móstoles         |      |
| 19275                                                                              | Av. Portugal - Est. Móstoles Central           | N501                         | Móstoles Central                 | Móstoles         |      |
| 08603                                                                              | Av. Portugal - Av. Cerro Prieto                | N501                         |                                  | Móstoles         |      |
| 8377                                                                               | Ctra. A-5 - Museo del Aire y del Espacio       | N501 N502 N503 N504          |                                  | Madrid           |      |
| 8464                                                                               | P.º Extremadura - Cuatro Vientos               | N501 N502 N503 N504 N808     | Cuatro Vientos                   | Madrid           |      |
| 893                                                                                | Campamento                                     | N19 N501 N502 N503 N504 N808 | Campamento                       | Madrid           |      |
| 885                                                                                | Surbatán                                       | N19 N501 N502 N503 N504      |                                  | Madrid           |      |
| 607                                                                                | Virgen del Puerto - Campo del Moro             | N504 N808                    | Príncipe Pío                     | Madrid           |      |